# Хоккайдоський університет
Хоккайдоський університет (яп. 北海道大学, ほっかいどうだいがく; англ. Hokkaido University) — державний університет у Японії. Розташований за адресою: префектура Хоккайдо, місто Саппоро, район Кіта, квартал Кіта, Хатідзьо-Нісі 5. Відкритий у 1918 році. Скорочена назва — Хо́ку-да́й (яп. 北大, ほくだい).

## Короткі відомості
Виник на базі Саппороської сільськогосподарської школи, заснованої 1876 року. Після реорганізації цієї школи у аграрне віділленя Тохокуського імперського університету, 1918 року отримав статус Хоккайдоського імперського університету. 1949 року реорганізований у Хоккайдоський університет. При університеті працює найбільший в країні Центр славістики, що займається вивченням слов'янських країн через призму Росії.

## Факультети
- Історико-філологічний факультет (яп. 文学部)
- Педагогічний факультет (яп. 教育学部)
- Юридичний факультет (яп. 法学部)
- Економічний факультет (яп. 経済学部)
- Природничий факультет (яп. 理学部)
- Медичний факультет (яп. 医学部)
- Стоматологічний факультет (яп. 歯学部)
- Фармацевтичний факультет (яп. 薬学部)
- Інженерно-технічний факультет (яп. 工学部)
- Агрономний факультет (яп. 農学部)
- Ветеринарний факультет (яп. 獣医学部)
- Факультет рибного господарства (яп. 水産学部)

## Школи аспірантури та інститути
- Історико-філологічна аспірантура (яп. 文学研究科)
- Педагогічний інститут (яп. 教育学院・教育学研究院)
- Юридична аспірантура (яп. 法学研究科)
- Економічна аспірантура (яп. 経済学研究科)
- Природничий інститут (яп. 理学院・研究院)
- Медична аспірантура (яп. 医学研究科)
- Стоматологічна аспірантура (яп. 歯学研究科)
- Фармацевтична аспірантура (яп. 薬学研究院)
- Інженерно-технічна аспірантура (яп. 工学研究科)
- Агрономний інститут (яп. 農学院・研究院)
- Ветеринарна аспірантура (яп. 獣医学研究科)
- Інститут рибного господарства (яп. 水産科学院・水産科学研究院)
- Аспірантура міжнародних засобів масової інформації (яп. 国際広報メディア研究科)
- Аспірантура інформатики (яп. 情報科学研究科)
- Інститут екології та навколишнього середовища (яп. 環境科学院・地球環境科学研究院)
- Інститут дослідження життя (яп. 環境科学院・地球環境科学研究院)
- Відділ громадського планування освіти (яп. 公共政策学教育部・連携研究部)